# Bibliothèque Information Suisse
Pour les articles homonymes, voir BIS.
Bibliothèque Information Suisse aussi connu sous l'acronyme (BIS) est l’association suisse des bibliothèques, des centres de documentation et de leurs collaborateurs.

## Historique
Née en 2008 de la fusion de l’association Bibliothèques et bibliothécaires suisses (BBS) et de l’Association suisse des documentalistes (ASD). Elle fusionne en mars 2018 avec la Communauté de travail des bibliothèques suisses de lecture publique (CLP) pour donner naissance à l'association Bibliosuisse.

## Mission et activités
- Représenter les intérêts

- Formation de base et continue

- Réseautage et lobbying

- En collaboration avec l'Association des archivistes suisses, elle publie le trimestriel arbido, ainsi qu’une newsletter électronique.

## Organisation interne
BIS compte en 2014 quelque 1 600 membres de toute la Suisse. 300 sont des membres collectifs, de la petite bibliothèque communale avec quelques collaborateurs aux grandes bibliothèques scientifiques avec plus de 200 employés.